# Масерија Нардела (Потенца)
Масерија Нардела (итал. Masseria Nardella) је насеље у Италији у округу Потенца, региону Базиликата.
Према процени из 2011. у насељу је живело 71 становника. Насеље се налази на надморској висини од 784 м.